# Army of the Cumberland
Army of the Cumberland var en fältarmé under amerikanska inbördeskriget som stred för nordstaterna. Armén kom till den 24 oktober 1862 under befäl av nordstatsgeneralen William Rosecrans, efter en omorganisation av Army of the Ohio. Armén kom att bli den viktigaste armén i Tennessee under stora delar av kriget.

## Historia
Army of the Ohio var från början den ledande armén i området och deltog i bland annat Slaget vid Shiloh, men efter att armén under befäl av Don Carlos Buell led en strategisk förlust vid Slaget vid Perryville blev Army of the Ohio  omorganiserad att lyda under det nyskapade Department of the Cumberland, och kort därefter genomgick även armén ett namnbyte och kom att kallas Army of the Cumberland. I samband med detta blev Buell entledigad från sitt befäl den 24 oktober. Rosecrans fick därmed befälet över de 67 000 soldaterna i den nyskapade armén, även om bara 40 000 var stridsredo. 

## Rosecrans v. Bragg
Efter att Rosecrans tog över befälet kom det att bildas en rivalitet mellan Rosecrans armé, som fick orderna att återinföra unionens kontroll över centrala och östra Tennessee, och Braxton Braggs omorganiserade Army of the Tennessee som då befann sig i Murfreesboro - "näst efter den mellan nordstaternas Army of the Potomac och Robert E. Lees Army of Northern Virginia." Soldaterna välkomnade förändringen av befälet, ty Buell lyckades aldrig bygga upp en riktig relation till sina soldater. En journalist skrev att soldaterna kastade upp sina hattar i luften av lycka när Rosecrans anlände till högkvarteret.
Det tog två månader för armén att bli stridsduglig igen. Efter det påbörjade Rosecrans arméns första offensiv, där han attackerade Braggs fortifikation vid Murfreesboro, det s.k Slaget vid Stones River. Slaget blev blodigt, men resulterade i en unionsseger, och Rosecrans lyckades driva ut de konfedererade soldaterna ur Murfreesboro. Slaget blev en viktig moralhöjning för unionens norra trupper.

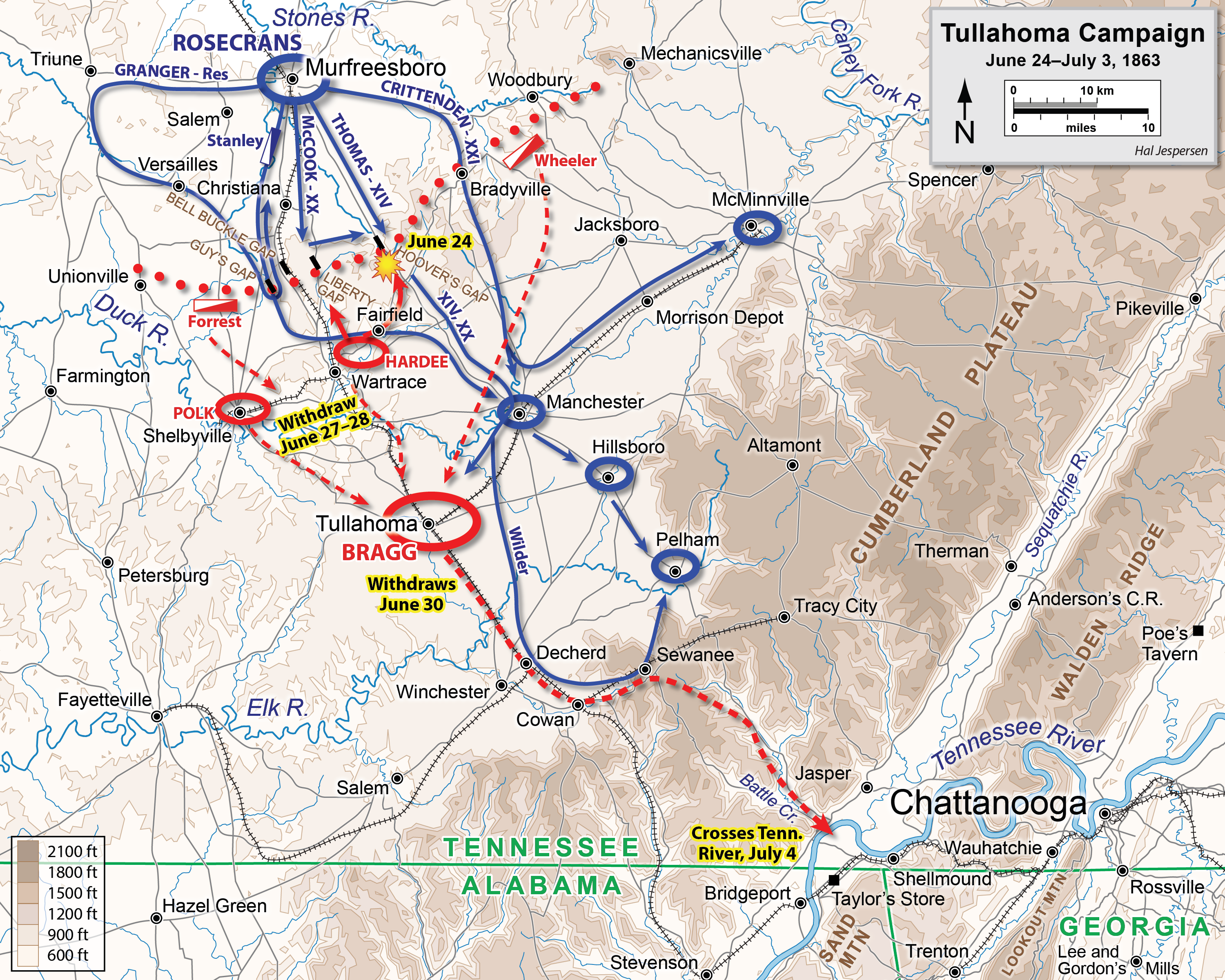
En karta över Tullahomakampanjen.

Istället för att förfölja Braggs trupper valde Rosecrans istället att förbereda sina trupper inför större slag genom att träna dem och invänta förnödenheter. Det dröjde hela sex månader men den 23 juni inledde armén sitt nästa anfall - Tullahomakampanjen. Denna militäroperation kom att ske bland bergen i närområdet av Tullahoma, där Bragg hade satt upp sina trupper. Bragg hade en stark defensiv position. Rosecrans låtsades skicka sina soldater för att attackera Braggs västra flank, för att sedan anfalla med allt han hade rakt på Braggs linje, längs med dalarna i bergskedjan. Taktiken fungerade och Bragg tvingades ännu en gång på flykt. Abraham Lincoln skrev att "Flankeringen kring Braggs vid Shelbyville, Tullahoma och Chattanooga var den bästa strategin som jag känner till."
Denna gång valde Rosecrans att inte vänta och samla sig som han hade gjort vid Murfreesboro, utan förföljde Bragg hack i häl. Bragg övergav Tullahoma och Rosecrans följde efter. Den 9 september marscherades Cumberlandarmén in i Georgia. När han nådde fram till Bragg delade han in sina trupper i tre olika formationer. Bragg var den som agerade först och lyckades isolera en av de tre formationerna, den 21:a fältkåren under befälet av generalmajor Thomas Crittenden. Den 19 september gick Bragg på fullständigt anfall mot den isolerade fältkåren. De lyckades dock stå emot anfallet och under nattens skydd byggde de mer effektivt skydd. Dagen därpå fortsatte Bragg med sitt anfall. Efter hårda strider blev hela Cumberlandarmén tvungen att återvända till staden Chattanooga, där de satt upp defensiva positioner. Bragg svarade med att belägra hela staden. De förluster som kom av detta var de högsta i hela västra krigsskådeplatsen av inbördeskriget. I samband med denna taktiska förlust entledigade Ulysses S. Grant Rosecrans från sitt befäl.

## Efter Rosecrans
Efter Rosecrans var armén delaktig i ett flertal stora slag i den västra krigsskådeplatsen, bland annat:
- Chattanoogafälttåget
- Slaget vid Rocky Face Ridge
- Slaget vid Adairsville
- Slaget vid Peachtree Creek
- Slaget vid Ezra Church
- Slaget vid Jonesborough